# خوان ناتالیسیو گونزالس
خوان ناتالیسیو گونزالس (انگلیسی: Juan Natalicio González؛ زاده ۸ سپتامبر ۱۸۹۷ – درگذشته ۶ دسامبر ۱۹۶۶) سیاست‌مدار اهل پاراگوئه بود. وی از ۱۶ اوت ۱۹۴۸ تا ۳۰ ژانویه ۱۹۴۹ رئیس‌جمهور این کشور بود.
خوان ناتالیسیو گونزالس در ۶ دسامبر ۱۹۶۶، در سن ۶۹ سالگی بر اثر سکته قلبی درگذشت.